# Post3 Bay 97

Zeichnung zu Post3 Bay 97

Die bayerischen Post3 Bay 97 (nach DRG-Gattungskonventionen) waren dreiachsige Postwagen, welche nach Blatt-Nr. 122 des Wagenverzeichnisses von 1897 (Blatt-Nr. 193 des Verzeichnisses von 1913) als zweiter Typ der zweiten Generation von Postwagen gebaut wurden.

## Entwicklung
Ab 1883 wurden von verschiedenen Bahngesellschaften – so auch von der K.Bay.S.B – die ersten dreiachsigen Wagen für Schnellzüge beschafft. So ergab sich auch der Bedarf für entsprechende Wagentypen zur Postbeförderung.

## Beschaffung
Zwischen 1883 und 1904 wurde so für die zweite Generation an Postwagen insgesamt 61 Wagen beschafft. 24 davon gehörten zum Typ nach Blatt-Nr. 193. Sie wurden in zwei Baulosen in den Jahren 1897 und 1901 gebaut.

## Verbleib
Alle Wagen wurden von der Reichsbahn übernommen. Bei der DB wurde dieser Wagentyp bis ca. 1966 ausgemustert.

## Konstruktive Merkmale

### Untergestell
Der Rahmen der Wagen war nicht mehr in Mischbauweise gebaut, sondern komplett aus Eisenprofilen zusammengenietet. Die äußeren Längsträger hatten eine Doppel-T-Form. Als Zugeinrichtung hatten die Wagen Schraubenkupplungen mit Sicherheitshaken nach VDEV, die Zugstange war durchgehend und mittig gefedert. Als Stoßeinrichtung besaßen die Wagen Stangenpuffer mit einer Einbaulänge von 650 mm, die Pufferteller hatten einen Durchmesser von 370 mm.

### Laufwerk
Die Wagen hatten genietete Fachwerkachshalter aus Flacheisen der kurzen, geraden Bauform. Gelagert waren die Achsen in geteilten Gleitachslagern. Die Räder hatten Speichenradkörper der bayerischen Form 39 mit einem Raddurchmesser von 1.014 mm. Die Tragfedern hatten eine Länge von 1.750 mm mit einem Querschnitt von 96 mm × 13 mm. An den Endachsen waren sie 9 Lagen stark, an der querverschiebbaren Mittelachse 7 Lagen. Sie waren mit Federlaschen in den Federböcken befestigt. Beim Baulos von 1897 waren die Endachsen Lenkachsen des Typs A4. Beim Baulos von 1901 solche des Typs Vereinslenkachsen.
Die Spindelhandbremse im hochgesetzten Bremserhaus wirkte auf alle Räder der Endachsen beidseitig. Die Wagen waren alle mit Westinghousebremsen ausgestattet.

### Wagenkasten
Das Wagenkastengerippe bestand aus einem hölzernen Ständerwerk. Es war außen mit Blech und innen mit Holz verkleidet. Die Seitenwände waren an den Unterseiten leicht eingezogen, die Stirnwände gerade. Die Wagen besaßen ein flach gewölbtes Dach, welches über die Seitenwände ragte. Auf das Dach war ein Oberlichtaufbau aufgesetzt, der direkt in das hochgesetzte Bremserhaus überging. Dieses war beidseitig nur von außen zugänglich. Die Wagen hatten alle durchgehende, seitliche Laufbretter und Anhaltestangen. Der Zugang zum Innenraum erfolgte beidseitig durch eine zweiteilige, nach außen aufschlagende Flügeltüren.
Der Innenraum war durchgehend und ohne Zwischenwand. Auf der Seite des Bremserhauses befand sich der Packraum, auf der gegenüberliegenden Seite der Briefsortierraum. In der Wagenmitte befand sich auch der nach beiden Wagenhälften wirkende Ofen. Zur Beheizung verfügten die Wagen über eine Ofenheizung. Die Wagen waren alle mit einer Leitung für eine Dampfheizung ausgestattet.
Die Beleuchtung erfolgte durch Gas-Lampen. Die beiden Vorratsbehälter mit einem Volumen von je 350 Litern für das Leuchtgas hingen in Wagenlängsrichtung am Rahmen.

## Wagennummern
| Herstelldaten   | Herstelldaten   | Wagennummern je Epoche Gattungszeichen | Wagennummern je Epoche Gattungszeichen | Wagennummern je Epoche Gattungszeichen | Wagennummern je Epoche Gattungszeichen                                                                                          | Wagennummern je Epoche Gattungszeichen                                                                                          | Wagennummern je Epoche Gattungszeichen                                                                                          | Fahrwerk | Fahrwerk | Fahrwerk | Ausstattung | Ausstattung | Ausstattung | Ausstattung | Ausstattung | Ausstattung | Ausstattung | Ausstattung | Zusatzinfos |
| Bau- jahr       | Her- steller    | ab 1875                                | ab 1909 (1907)                         | Rep. (1919)                            | DR (ab 1923) | DRG (ab 1930) | Ausgem. | Bremsen | Anz. Achs. | Lenk- achs. | Bl. | Hz. | Anz. Abort | Anz. Räume je Typ | Anz. Räume je Typ | Anz. Räume je Typ | Anz. Räume je Typ | Anz. Räume je Typ | Bemerkung |
| Blatt-Nr. 193   | Blatt-Nr. 193   | Post                                   | Post3                                  |                                        | Post3 Bay 97 | Post3/10 | | (siehe Legende) | | | (siehe Legende) | (siehe Legende) | | B | D | G | P | Z | |
| --------------- | --------------- | -------------------------------------- | -------------------------------------- | -------------------------------------- | --- | --- | --- | --- | --- | --- | --- | --- | --- | --- | --- | --- | --- | --- | --- |
| 1897            |                 |                                        | 15 310                                 |                                        | | | | BrH, Wbr | 3 | A4 | G | O, L | 1 | 1 | | | 1 | | |
| 1897            | 15 222–15 327   |                                        |                                        |                                        | | | | BrH, Wbr | 3 | | G | O, L | 1 | 1 | | | 1 | | |
| 1901            |                 |                                        | 15 328                                 |                                        | | | | BrH, Wbr | 3 | V | Ggl | O, L | 1 | 1 | | | 1 | | |
| 1901            | 15 329–15 333   |                                        |                                        |                                        | | | | BrH, Wbr | 3 | V | Ggl | O, L | 1 | 1 | | | 1 | | |
| Legende Bremsen | Legende Bremsen | Legende Bremsen                        | Handbremstypen                         | Handbremstypen                         | BrH = Bremserhaus; Pl = Handbremse auf Plattform; Fsbr = Freisitzbremse                                                         | BrH = Bremserhaus; Pl = Handbremse auf Plattform; Fsbr = Freisitzbremse                                                         | BrH = Bremserhaus; Pl = Handbremse auf Plattform; Fsbr = Freisitzbremse                                                         | BrH = Bremserhaus; Pl = Handbremse auf Plattform; Fsbr = Freisitzbremse                                                         | BrH = Bremserhaus; Pl = Handbremse auf Plattform; Fsbr = Freisitzbremse                                                         | BrH = Bremserhaus; Pl = Handbremse auf Plattform; Fsbr = Freisitzbremse                                                         | BrH = Bremserhaus; Pl = Handbremse auf Plattform; Fsbr = Freisitzbremse                                                         | BrH = Bremserhaus; Pl = Handbremse auf Plattform; Fsbr = Freisitzbremse                                                         | BrH = Bremserhaus; Pl = Handbremse auf Plattform; Fsbr = Freisitzbremse                                                         | BrH = Bremserhaus; Pl = Handbremse auf Plattform; Fsbr = Freisitzbremse                                                         | BrH = Bremserhaus; Pl = Handbremse auf Plattform; Fsbr = Freisitzbremse                                                         | BrH = Bremserhaus; Pl = Handbremse auf Plattform; Fsbr = Freisitzbremse                                                         | BrH = Bremserhaus; Pl = Handbremse auf Plattform; Fsbr = Freisitzbremse                                                         | BrH = Bremserhaus; Pl = Handbremse auf Plattform; Fsbr = Freisitzbremse                                                         | BrH = Bremserhaus; Pl = Handbremse auf Plattform; Fsbr = Freisitzbremse                                                         |
|                 |                 |                                        | Druckluftbremsen                       | Druckluftbremsen                       | Hnbr = Henry-Bremse; Kp. = Knorr-Bremse; Sbr. = Schleifer-Bremse; Wbr = Westinghouse-Bremse; Wsbr = Westinghouse-Schnellbremse; | Hnbr = Henry-Bremse; Kp. = Knorr-Bremse; Sbr. = Schleifer-Bremse; Wbr = Westinghouse-Bremse; Wsbr = Westinghouse-Schnellbremse; | Hnbr = Henry-Bremse; Kp. = Knorr-Bremse; Sbr. = Schleifer-Bremse; Wbr = Westinghouse-Bremse; Wsbr = Westinghouse-Schnellbremse; | Hnbr = Henry-Bremse; Kp. = Knorr-Bremse; Sbr. = Schleifer-Bremse; Wbr = Westinghouse-Bremse; Wsbr = Westinghouse-Schnellbremse; | Hnbr = Henry-Bremse; Kp. = Knorr-Bremse; Sbr. = Schleifer-Bremse; Wbr = Westinghouse-Bremse; Wsbr = Westinghouse-Schnellbremse; | Hnbr = Henry-Bremse; Kp. = Knorr-Bremse; Sbr. = Schleifer-Bremse; Wbr = Westinghouse-Bremse; Wsbr = Westinghouse-Schnellbremse; | Hnbr = Henry-Bremse; Kp. = Knorr-Bremse; Sbr. = Schleifer-Bremse; Wbr = Westinghouse-Bremse; Wsbr = Westinghouse-Schnellbremse; | Hnbr = Henry-Bremse; Kp. = Knorr-Bremse; Sbr. = Schleifer-Bremse; Wbr = Westinghouse-Bremse; Wsbr = Westinghouse-Schnellbremse; | Hnbr = Henry-Bremse; Kp. = Knorr-Bremse; Sbr. = Schleifer-Bremse; Wbr = Westinghouse-Bremse; Wsbr = Westinghouse-Schnellbremse; | Hnbr = Henry-Bremse; Kp. = Knorr-Bremse; Sbr. = Schleifer-Bremse; Wbr = Westinghouse-Bremse; Wsbr = Westinghouse-Schnellbremse; | Hnbr = Henry-Bremse; Kp. = Knorr-Bremse; Sbr. = Schleifer-Bremse; Wbr = Westinghouse-Bremse; Wsbr = Westinghouse-Schnellbremse; | Hnbr = Henry-Bremse; Kp. = Knorr-Bremse; Sbr. = Schleifer-Bremse; Wbr = Westinghouse-Bremse; Wsbr = Westinghouse-Schnellbremse; | Hnbr = Henry-Bremse; Kp. = Knorr-Bremse; Sbr. = Schleifer-Bremse; Wbr = Westinghouse-Bremse; Wsbr = Westinghouse-Schnellbremse; | Hnbr = Henry-Bremse; Kp. = Knorr-Bremse; Sbr. = Schleifer-Bremse; Wbr = Westinghouse-Bremse; Wsbr = Westinghouse-Schnellbremse; | Hnbr = Henry-Bremse; Kp. = Knorr-Bremse; Sbr. = Schleifer-Bremse; Wbr = Westinghouse-Bremse; Wsbr = Westinghouse-Schnellbremse; |
|                 |                 |                                        | Saugluftbremsen                        | Saugluftbremsen                        | Hbr = Hardy-Bremse; Ahbr = Autom. Hardy-Vacuumbremse                                                                            | Hbr = Hardy-Bremse; Ahbr = Autom. Hardy-Vacuumbremse                                                                            | Hbr = Hardy-Bremse; Ahbr = Autom. Hardy-Vacuumbremse                                                                            | Hbr = Hardy-Bremse; Ahbr = Autom. Hardy-Vacuumbremse                                                                            | Hbr = Hardy-Bremse; Ahbr = Autom. Hardy-Vacuumbremse                                                                            | Hbr = Hardy-Bremse; Ahbr = Autom. Hardy-Vacuumbremse                                                                            | Hbr = Hardy-Bremse; Ahbr = Autom. Hardy-Vacuumbremse                                                                            | Hbr = Hardy-Bremse; Ahbr = Autom. Hardy-Vacuumbremse                                                                            | Hbr = Hardy-Bremse; Ahbr = Autom. Hardy-Vacuumbremse                                                                            | Hbr = Hardy-Bremse; Ahbr = Autom. Hardy-Vacuumbremse                                                                            | Hbr = Hardy-Bremse; Ahbr = Autom. Hardy-Vacuumbremse                                                                            | Hbr = Hardy-Bremse; Ahbr = Autom. Hardy-Vacuumbremse                                                                            | Hbr = Hardy-Bremse; Ahbr = Autom. Hardy-Vacuumbremse                                                                            | Hbr = Hardy-Bremse; Ahbr = Autom. Hardy-Vacuumbremse                                                                            | Hbr = Hardy-Bremse; Ahbr = Autom. Hardy-Vacuumbremse                                                                            |
| Legende BL      | Legende BL      | Legende BL                             | Arten der Beleuchtung                  | Arten der Beleuchtung                  | P = Petroleumleuchte; G = Gasleuchte; Gg = Gas-Glühleuchte; El = elektrische Beleuchtung                                        | P = Petroleumleuchte; G = Gasleuchte; Gg = Gas-Glühleuchte; El = elektrische Beleuchtung                                        | P = Petroleumleuchte; G = Gasleuchte; Gg = Gas-Glühleuchte; El = elektrische Beleuchtung                                        | P = Petroleumleuchte; G = Gasleuchte; Gg = Gas-Glühleuchte; El = elektrische Beleuchtung                                        | P = Petroleumleuchte; G = Gasleuchte; Gg = Gas-Glühleuchte; El = elektrische Beleuchtung                                        | P = Petroleumleuchte; G = Gasleuchte; Gg = Gas-Glühleuchte; El = elektrische Beleuchtung                                        | P = Petroleumleuchte; G = Gasleuchte; Gg = Gas-Glühleuchte; El = elektrische Beleuchtung                                        | P = Petroleumleuchte; G = Gasleuchte; Gg = Gas-Glühleuchte; El = elektrische Beleuchtung                                        | P = Petroleumleuchte; G = Gasleuchte; Gg = Gas-Glühleuchte; El = elektrische Beleuchtung                                        | P = Petroleumleuchte; G = Gasleuchte; Gg = Gas-Glühleuchte; El = elektrische Beleuchtung                                        | P = Petroleumleuchte; G = Gasleuchte; Gg = Gas-Glühleuchte; El = elektrische Beleuchtung                                        | P = Petroleumleuchte; G = Gasleuchte; Gg = Gas-Glühleuchte; El = elektrische Beleuchtung                                        | P = Petroleumleuchte; G = Gasleuchte; Gg = Gas-Glühleuchte; El = elektrische Beleuchtung                                        | P = Petroleumleuchte; G = Gasleuchte; Gg = Gas-Glühleuchte; El = elektrische Beleuchtung                                        | P = Petroleumleuchte; G = Gasleuchte; Gg = Gas-Glühleuchte; El = elektrische Beleuchtung                                        |
| Legende HZ      | Legende HZ      | Legende HZ                             | Arten der Beheizung                    | Arten der Beheizung                    | O = Ofenheizung; D = Dampfheizung; Pr. = Presskohleheizung; L = nur Leitung                                                     | O = Ofenheizung; D = Dampfheizung; Pr. = Presskohleheizung; L = nur Leitung                                                     | O = Ofenheizung; D = Dampfheizung; Pr. = Presskohleheizung; L = nur Leitung                                                     | O = Ofenheizung; D = Dampfheizung; Pr. = Presskohleheizung; L = nur Leitung                                                     | O = Ofenheizung; D = Dampfheizung; Pr. = Presskohleheizung; L = nur Leitung                                                     | O = Ofenheizung; D = Dampfheizung; Pr. = Presskohleheizung; L = nur Leitung                                                     | O = Ofenheizung; D = Dampfheizung; Pr. = Presskohleheizung; L = nur Leitung                                                     | O = Ofenheizung; D = Dampfheizung; Pr. = Presskohleheizung; L = nur Leitung                                                     | O = Ofenheizung; D = Dampfheizung; Pr. = Presskohleheizung; L = nur Leitung                                                     | O = Ofenheizung; D = Dampfheizung; Pr. = Presskohleheizung; L = nur Leitung                                                     | O = Ofenheizung; D = Dampfheizung; Pr. = Presskohleheizung; L = nur Leitung                                                     | O = Ofenheizung; D = Dampfheizung; Pr. = Presskohleheizung; L = nur Leitung                                                     | O = Ofenheizung; D = Dampfheizung; Pr. = Presskohleheizung; L = nur Leitung                                                     | O = Ofenheizung; D = Dampfheizung; Pr. = Presskohleheizung; L = nur Leitung                                                     | O = Ofenheizung; D = Dampfheizung; Pr. = Presskohleheizung; L = nur Leitung                                                     |
| Legende Räume   | Legende Räume   | Legende Räume                          | Arten der Räume                        | Arten der Räume                        | B = Briefabteil; D = Dienstabteil; G = Gepäckabteil; P = Paketabteil; Z = Zollabteil                                            | B = Briefabteil; D = Dienstabteil; G = Gepäckabteil; P = Paketabteil; Z = Zollabteil                                            | B = Briefabteil; D = Dienstabteil; G = Gepäckabteil; P = Paketabteil; Z = Zollabteil                                            | B = Briefabteil; D = Dienstabteil; G = Gepäckabteil; P = Paketabteil; Z = Zollabteil                                            | B = Briefabteil; D = Dienstabteil; G = Gepäckabteil; P = Paketabteil; Z = Zollabteil                                            | B = Briefabteil; D = Dienstabteil; G = Gepäckabteil; P = Paketabteil; Z = Zollabteil                                            | B = Briefabteil; D = Dienstabteil; G = Gepäckabteil; P = Paketabteil; Z = Zollabteil                                            | B = Briefabteil; D = Dienstabteil; G = Gepäckabteil; P = Paketabteil; Z = Zollabteil                                            | B = Briefabteil; D = Dienstabteil; G = Gepäckabteil; P = Paketabteil; Z = Zollabteil                                            | B = Briefabteil; D = Dienstabteil; G = Gepäckabteil; P = Paketabteil; Z = Zollabteil                                            | B = Briefabteil; D = Dienstabteil; G = Gepäckabteil; P = Paketabteil; Z = Zollabteil                                            | B = Briefabteil; D = Dienstabteil; G = Gepäckabteil; P = Paketabteil; Z = Zollabteil                                            | B = Briefabteil; D = Dienstabteil; G = Gepäckabteil; P = Paketabteil; Z = Zollabteil                                            | B = Briefabteil; D = Dienstabteil; G = Gepäckabteil; P = Paketabteil; Z = Zollabteil                                            | B = Briefabteil; D = Dienstabteil; G = Gepäckabteil; P = Paketabteil; Z = Zollabteil                                            |